# Haimburg (Berg bei Neumarkt in der Oberpfalz)
Haimburg ist ein Gemeindeteil der Gemeinde Berg bei Neumarkt in der Oberpfalz im Landkreis Neumarkt in der Oberpfalz in Bayern. 

## Geografie
Das Dorf liegt im Oberpfälzer Jura auf circa 450 m ü. NHN ca. 2,5 km nördlich des Gemeindesitzes.

## Geschichte
Auf der 1050 erstmals genannten Reichsburg Haimburg saßen die Haimburger. Dieses Geschlecht war vermutlich mit den Reichsministerialen von Stein verwandt. 1246 wurden die Reichsministerialen Wolfsteiner-Sulzbürger unter Gottfried von Sulzbürg vom Gegenkönig Heinrich Raspe IV. unter anderem mit der Haimburg belehnt, nachdem sie sich im Kampf des Staufers Friedrich II. um den Kaiserthron auf die Seite der Gegenkönige geschlagen hatten; ob diese Belehnung tatsächlich in Kraft trat, ist nicht erwiesen, denn Friedrich II. hatte sich schließlich durchsetzen können. Im 14. Jahrhundert treten Adelige der Haimburg mehrmals namentlich in Erscheinung. 1321 findet sich als Dompropst zu Regensburg ein „Chuonrad von Haimberch“, der schließlich Bischof wurde. 1344 trat als Urkundenzeuge für das Kloster Kastl ein „Heinrich von Heimberch“ auf, vielleicht identisch mit jenem Heinrich, der 1350 als Inhaber der Burg Haimburg urkundlich belegt ist. 1352 ist ein Heinrich von Haimberg, der Alte, als Schöffe der Stadt Neumarkt erwähnt.
Nach den Haimburgern saßen die Steiner auf der Haimburg. Diese wurde Verwaltungssitz des pfalzgräflichen, an das Territorium der Reichsstadt Nürnberg angrenzenden Pflegamtes Haimburg, nachdem 1388 Martin Förtsch von Thurnau, einer der Erben der Steiner, die Burg an Pfalzgraf Ruprecht d. Ä. verkauft hatte. Als 1433 Pfalzgraf Johann die nördlich von Neumarkt gelegenen pfälzischen Gerichte verpfändete, nahm er das Halsgericht zu Haimburg von dieser Verpfändung aus, um den Einfluss von Nürnberg auf das herzogliche Gebiet zu begrenzen; es drohte die Gefahr, dass die Reichsstadt mittels der ihr verpfändeten Vogtei über das Kloster Gnadenberg ihr Territorium nach Osten zu erweitern versuchte. Als 1465 Pfalzgraf  Otto II. von Neumarkt-Mosbach dem böhmischen König die Lehenshoheit über die sogenannten Thronlehen urkundlich anerkannte, ohne ihm jedoch die Landeshoheit zuzugestehen, war darunter auch die Burg Haimburg. 1504, im bayerischen Erbfolgekrieg, nahm Nürnberg am 8. Juli Burg und Amt Haimburg ein und behielt diese bis zum Friedensschluss 1521, als das Amt wieder pfälzisch wurde.
Die Haimburg wurde im Dreißigjährigen Krieg 1648 zerstört und blieb danach Ruine. Das Pflegamt hatte im Jahr 1650 Untertanen in Gnadenberg (Klosterruine, das dortige Wirtshaus mit Brauerei, den Bauernhof, die Bäckerei. die Schmiede, das Badhaus, die Klostermühle und ein Gütl), in Berg, Bischberg, Hagenhausen (die Mühle, zwei Höfe und zehn Seldengüter), Langenthal, Sindlbach, Unterölsbach, Unterrohrenstadt (nur die Mühle), Unterwall und Wünricht. Es wurde in der Folge in Personalunion von dem Pfleger des Amtes Pfaffenhofen geführt. 1737 erhielt der Amtsknecht Balthasar Flierl die Erlaubnis, eine Kapelle zu Ehren Mariä Hilf zu erbauen; Opferstock und Zelebration wurden vom Ordinariat Eichstätt nicht gestattet. Später gehörte die Kapelle der Ortsgemeinde. Gegen Ende des Alten Reiches, um 1800, bestand der Ort Haimburg aus 13 Untertanen. Zur Schlossruine Haimburg gehörten als Untertanen-Anwesen ein Halbhof, sieben Viertelhöfe, zwei Achtelhöfe und drei Sechzehntelhöfe. Außerdem gab es ein gemeindliches Hirtenhaus. Die Hochgerichtsbarkeit und die Niedergerichtsbarkeit übte der Pfleger zu Pfaffenhofen aus. Die Untertanen gehörten zur katholischen Pfarrei Sindlbach.
Im Königreich Bayern (1806) gehörte Haimburg zum gleichnamigen Steuerdistrikt. Bei der Gemeindebildung um 1810/20 entstand die Ruralgemeinde Haimburg, der außer Haimburg die Ansiedelungen, Gebertshof, Oberwall und Unterwall angehörten. Bis 1930 gehörte diese Gemeinde zum Amtsgericht Kastl, danach zum Amtsgericht Neumarkt. Am 1. April 1939 wurde die Gemeinde Haimburg aufgelöst, Haimburg wurde ein Gemeindeteil der Gemeinde Sindlbach. Im Zuge der Gebietsreform in Bayern wurde Sindlbach und damit auch Haimburg am 1. Mai 1978 nach Berg eingemeindet.

### Einwohnerentwicklung des Ortes Haimburg
- 1830: 86 (21 Häuser)[14]
- 1836: 123 (21 Häuser)[15]
- 1871: 100 (62 Gebäude; Viehbestand: 67 Stück Rindvieh)[16]
- 1900: 93 (20 Wohngebäude)[17]
- 1937: 84[18]
- 1950: 88 (20 Wohngebäude)[19]
- 1970: 89[20]
- 1987: 101 (30 Wohngebäude, 32 Wohnungen)[21]
- 31. Dezember 2015: 100 (47 männlich, 53 weiblich)[22]

### Einwohnerentwicklung der Gemeinde Haimburg

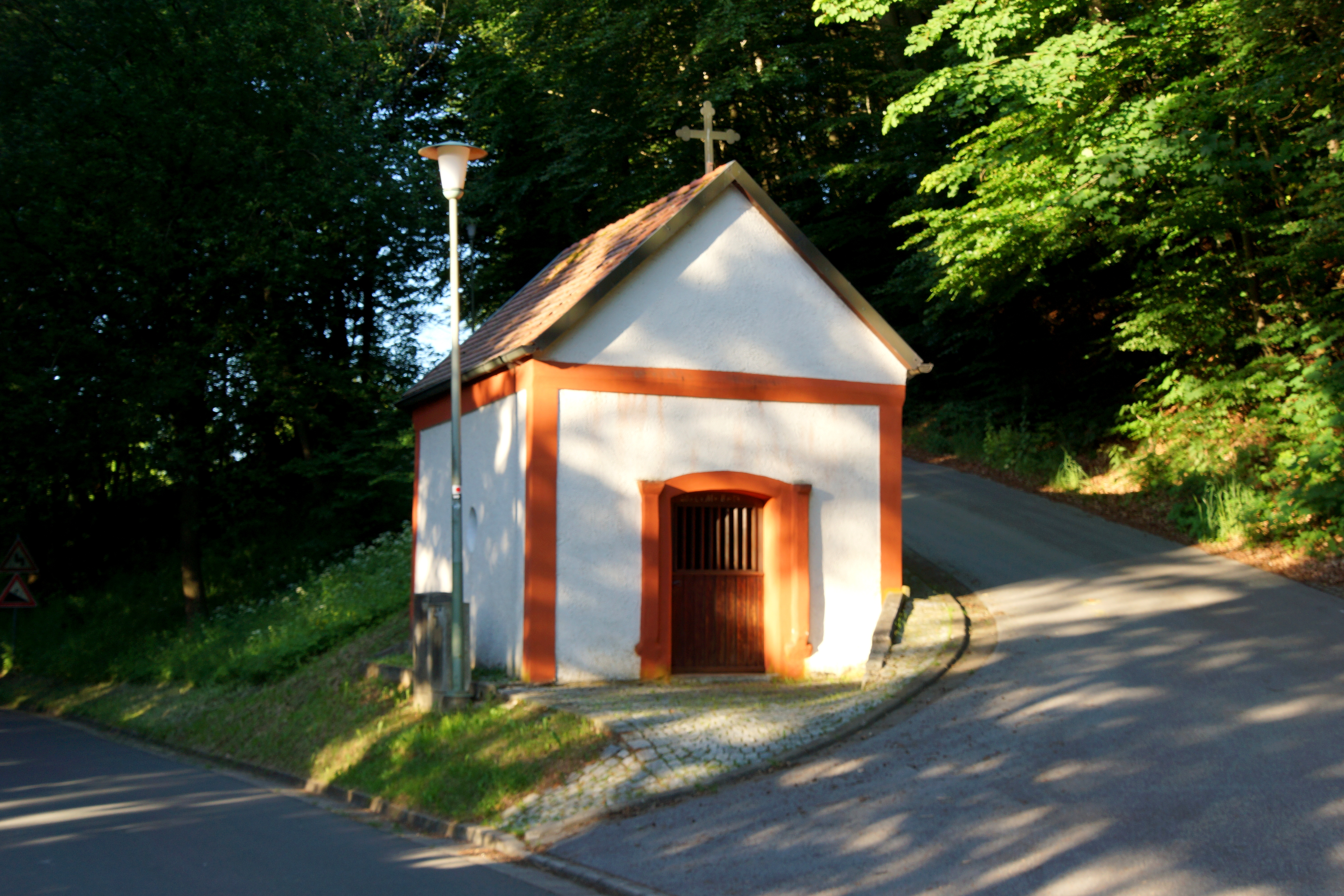
Baudenkmal Marienkapelle

- 1875: 209 (41 Wohngebäude)[23]
- 1900: 208 (40 Wohngebäude)[24]

## Baudenkmäler
- Burgruine mit Gebäuderesten aus dem 15. bis 17. Jahrhundert
- Maria-Hilf-Kapelle aus dem 18. Jahrhundert[25]
- Ehemaliges Wohnstallhaus am Grabenweg 4 mit Fachwerkobergeschoss, Mitte 19. Jahrhundert

## Verkehrsanbindung
Haimburg ist über eine Gemeindeverbindungsstraße zu erreichen, die westlichen Ortsende von Sindlbach von der Kreisstraße NM 8 abzweigt und nach Haimburg nach Meilenhofen zur Staatsstraße 2240 führt.
Durch Haimburg führt der Fernwanderweg Rangau-Pfalz-Weg.